# Бахаревська сільська рада (Каргапольський район)
Ба́харевська сільська рада (рос. Бахаревский сельский совет) — сільське поселення у складі Каргапольського району Курганської області Росії.
Адміністративний центр — село Малишева, станом на 2002 рік — село Бахарево.
Населення сільського поселення становить 587 осіб (2017; 645 у 2010, 785 у 2002).

## Склад
До складу сільського поселення входять:
| Населений пункт   | Населення, осіб (2002) | Населення, осіб (2010) |
| ----------------- | ---------------------- | ---------------------- |
| Бахарево, село    | 163                    | 121                    |
| Боярка, присілок  | 0                      | -                      |
| Грибний, селище   | 2                      | 2                      |
| Малишева, село    | 436                    | 364                    |
| Мурзіна, присілок | 184                    | 158                    |